# Rika (altdeutscher Vorname)
Rika ([ˈʁiːka]) ist ein weiblicher althochdeutscher Vorname.
Der Name bedeutet die Reiche oder die Mächtige und ist eine Kurzform des Namens Friederike.

## Namensträgerinnen
- Rika Unger[2] (* 1917; † 2002), deutsche Bildhauerin.
- Rika Hofmann[3] (* 1960), österreichische Schauspielerin.
- Rika Weniger[4] (* 1981), norddeutsche Schauspielerin.

## = Einzelnachweise
1. ↑  Eberle GmbH Werbeagentur GWA: Name Rika | Bedeutung, Beliebtheit, Herkunft | Vorname Rika - babyclub.de. Abgerufen am 25. November 2024.
2. ↑  Galerie RIKA UNGER | 48153 Münster | 0251 791 750 | Bildhauerin Rika Unger | Leben und Werk. Abgerufen am 25. November 2024.
3. ↑  Rika Hofmann | Besetzung. Abgerufen am 25. November 2024 (deutsch).
4. ↑  Rika Weniger | Besetzung. Abgerufen am 25. November 2024 (deutsch).